# Station Mérenvielle
Station Mérenvielle is een spoorwegstation in de Franse gemeente Mérenvielle.